# Chiesa dell'Immacolata a Forcella
La chiesa dell'Immacolata è un ex edificio di culto di Napoli ubicato tra il Rettifilo e via Nolana. L'edificio è anche indicato come chiesa della Concezione da Celano-Chiarini; per Ceci invece è chiesa di Santa Maria dei Saponari ed è nota anche come Santa Maria della Purità dei Saponari.

## Storia e descrizione
La chiesa, di fondazione secentesca, venne, molto probabilmente, restaurata nella facciata durante gli interventi del Risanamento, periodo che interessò l'edilizia di quella zona. La chiesa, attualmente, è sconsacrata ed è utilizzata come negozio di calzature.
La facciata, quasi inalterata, è estremamente semplice; infatti, è caratterizzata da un portale modanato e da un finestrone rettangolare che riprende le modanature del portale, il tutto, racchiuso da esili lesene tuscaniche sormontate da una trabeazione. Infine termina con un campaniletto a due vani sormontato da un timpano. 
L'interno è stato invece alterato dai lavori condotti dall'attività imprenditoriale del negozio che ha adeguato la navata con la realizzazione delle vetrine.